# 224. strelska divizija (ZSSR)
224. strelska divizija (izvirno rusko 224. стрелковая дивизия; kratica 224. SD) je bila strelska divizija Rdeče armade v času druge svetovne vojne.

## Zgodovina
Divizija je bila ustanovljena decembra 1941 v Sučumu in bila uničena maja 1942 v Kerču. Ponovno so jo ustanovili junija 1942 v Onengi.